# Friedrich Wilhelm Carové
Friedrich Wilhelm Carové, född 20 juli 1789 och död 18 mars 1852, var en tysk katolsk filosof.
Carové var lärjunge till Friedrich Hegel, utvecklade i sina skrifter idén om en universell humanitetsreligion på den katolska kyrkans grund. Hans huvudarbete är Über alleinseligmachende Kirche (2 band, 1826–1827).